# گلوگ

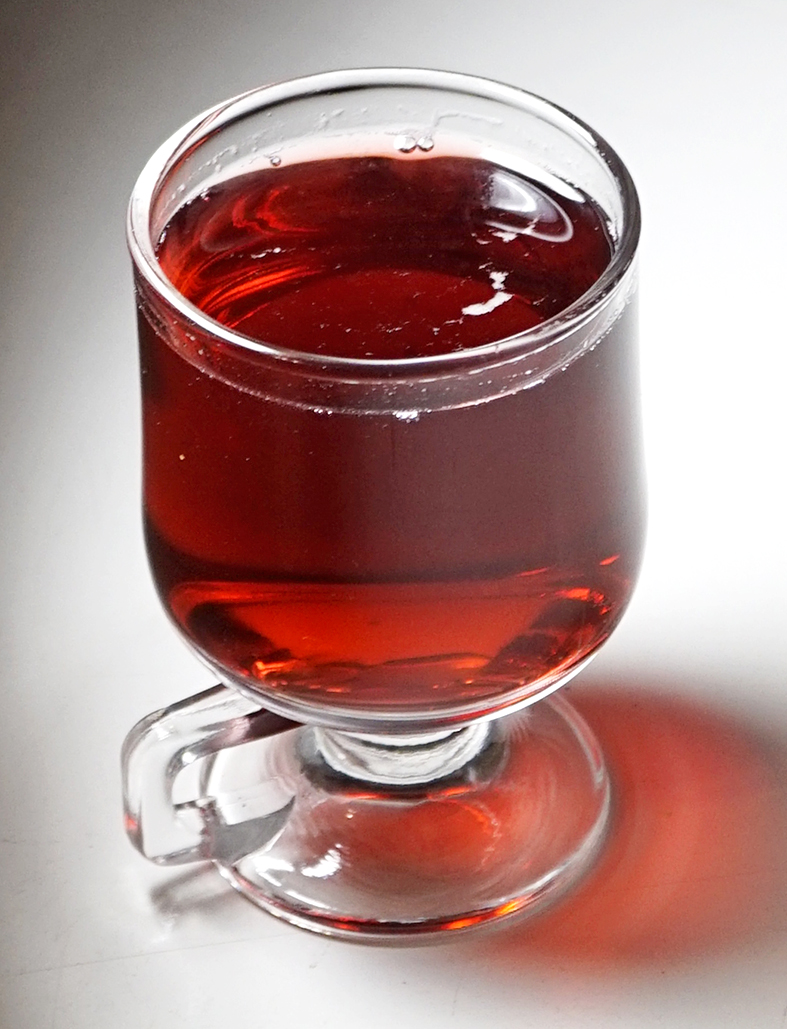
یک استکان گلوگ

گلوگ یا گلوگی(دانمارکی: gløgg) (نروژی: gløgg، سوئدی: glögg، ایسلندی: glögg، فارویی: gløgg، فنلاندی: glögi، استونیایی: glögi) نوعی شراب معطر است که معمولاً الکلی است. این یک نوشیدنی سنتی نوردیک در طول زمستان، به ویژه در نزدیکی کریسمس است. در کشورهای شمال اروپا، شراب داغ حداقل از قرن شانزدهم یک نوشیدنی رایج بوده‌است. شکل اصلی گلوگ، یک مشروب چاشنی‌دار، توسط پیام رسان‌ها و پستچی‌هایی که در هوای سرد سوار بر اسب یا اسکی سفر می‌کردند، مصرف می‌شد.